# Тринакрия (почтовая марка)
«Тринакрия» (итал. Trinacria) — филателистическое название стандартной почтовой марки Неаполя 1860 года (Mi #8; Sc #8), номиналом в ½ торнезе (tornese), с изображением тринакрии в качестве элемента геральдического рисунка.

## Описание
Номинал марки — ½ торнезе. Матрицы были выполнены гравёром Джузеппе Мазини (Giuseppe Masini). Внутри квадрата почтовой миниатюры расположен круг, по периметру которого идёт надпись «BOLLO DELLA POSTA NAPOLETANA» («Марка неаполитанской почты»). Марка синего цвета, её рисунок и надписи повторяют таковые на первой марке Неаполя 1858 года (Mi #1; Yt #1), но буква номинала «G» (грано) была заменена на букву «T» (торнезе). На некоторых марках, наряду с буквой «T», проступает буква «G». На внешнем крае марки гравёр поместил свои инициалы.
Согласно информации из «Большого филателистического словаря» (1988) и статьи Юринова (1994), в центре миниатюры изображён герб Королевства Обеих Сицилий. Однако известно, что гербом этого государства служил герб Неаполитанских Бурбонов, имевший совершенно другой вид.
По другим сведениям, на неаполитанских марках 1858—1860 годов был запечатлён тогдашний герб Неаполя. В действительности же, как указывается в книге Смита (1907), геральдический дизайн марки имел три составные части:
- изображение лошади (для Неаполя; ныне герб провинции Неаполь);
- собственно тринакрию (для Сицилии) и
- флёр-де-лис Бурбонов.

Тринакрия (от греч. τρεῖς и ἄκραι, «трёхконечный») является древним названием острова Сицилия, а также символическим знаком в виде головы женщины (горгоны Медузы) на трискелионе, который представляет собой три бегущие ноги, выходящие из одной точки. Тринакрия также использована в качестве центрального элемента флага Сицилии.

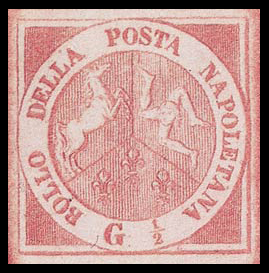
Первая марка Неаполя, 1858 (Mi #1; Yt #1)
Герб Королевства Обеих Сицилий
Герб провинции Неаполь
Флаг Сицилии с символом тринакрии

## История
Появление марки совпало с переходным периодом в истории Королевства Обеих Сицилий и всей Италии. В 1859 году умер король Фердинанд II из династии Бурбонов, а его наследник Франциск II был вынужден бежать из Неаполя в 1860 году в результате революционных событий. В том же году правителем королевства становится Виктор Эммануил II из Савойской династии.
«Тринакрия» была эмитирована 6 ноября 1860 года новым, временным правительством Неаполя, где начиная ещё с 1858 года, ввиду финансовых различий между Неаполем и Сицилией в рамках единого королевства, печатались собственные марки. Новый выпуск был также вызван необходимостью уменьшить номинал марки в два раза, и таким образом достоинство марки было указано в торнезе (денежная единица вполовину меньше грано).
Всего было отпечатано 100 штук на правой половине листа. Марки предназначалась для оплаты пересылки газет по почте.
Почтовая миниатюра была изготовлена по той же печатной форме, что и первая неаполитанская марка номиналом в ½ грано, появившаяся 1 января 1858 года. Поэтому на марке всё ещё присутствовал флёр-де-лис Бурбонов. Однако через месяц вышла новая марка (Sc #9), на которой уже был изображён савойский крест. При этом для производства последней использовалась всё та же печатная форма, на которой был удалён прежний, бурбонский, рисунок и нанесён новый, савойский.

## Филателистические аспекты
До наших дней сохранилось лишь несколько экземпляров, которые ценятся очень высоко на филателистическом рынке. Существуют также опасные подделки этой марки.